# Château de la Croë

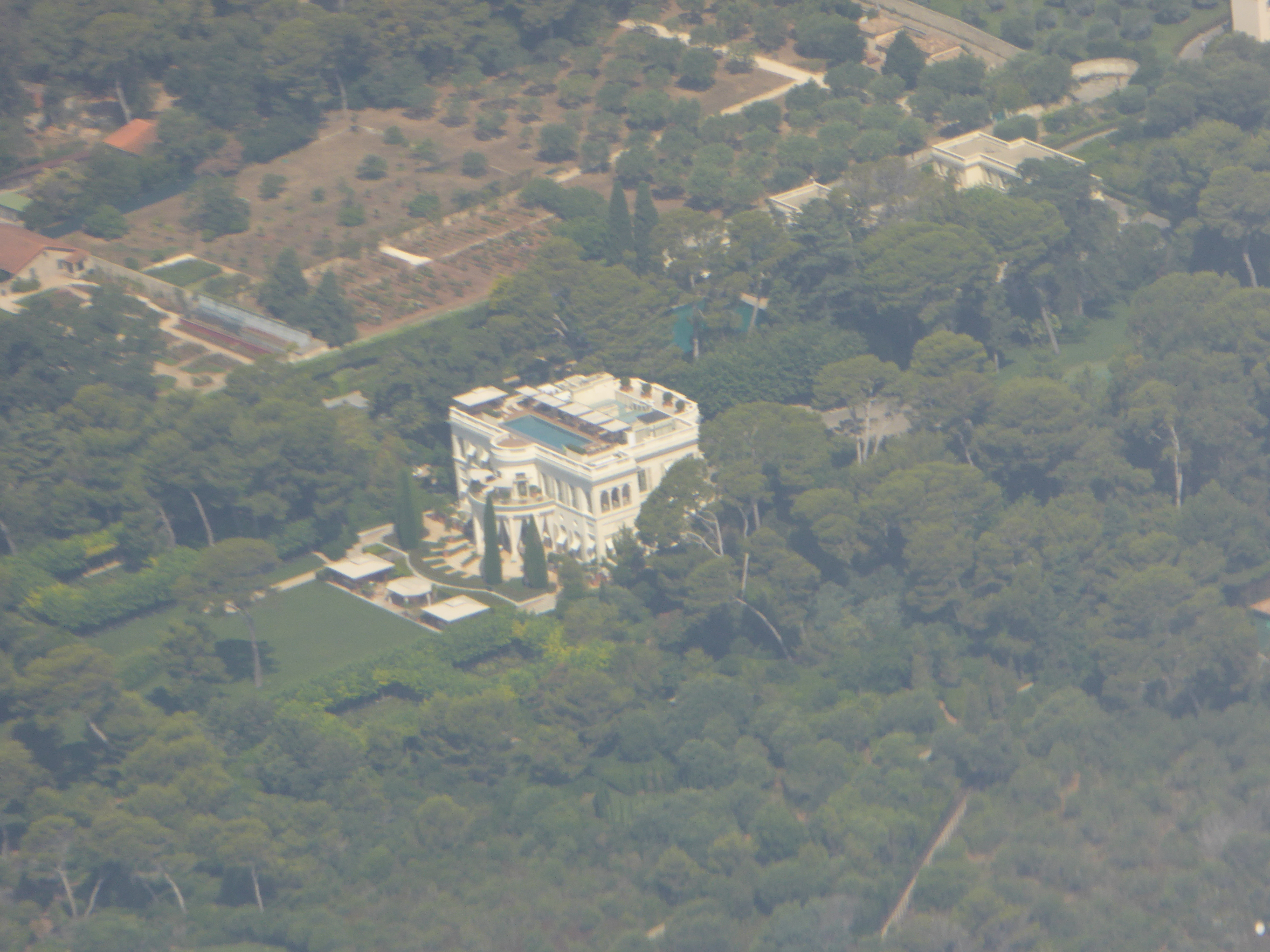
Vue aérienne de la villa et du terrain.

Le château de la Croë est un château français de 2 000 m2 construit en 1927 dans un style français, inspiré du château de Bagatelle, près de Paris. Certaines personnes lui retirent son identité française en le qualifiant de style victorien. Le château est situé au Cap d'Antibes, sur la Côte d'Azur. Depuis 2004, il est la propriété du milliardaire israëlo-porto-russe Roman Abramovitch.
Le château de la Croë a une très forte ressemblance avec le château de Bagatelle situé dans le bois de Boulogne. Ce dernier a servi de modèle à Armand-Albert Rateau pour édifier le château de la Croë et principalement la façade arrière donnant sur la cour.

## Historique
Le château de la Croë est construit en 1927 dans le style victorien pour un aristocrate anglais nommé Sir William Pomeroy Burton président de la société Associated Newspapers Ltd. L'architecte Armand-Albert Rateau a construit la propriété sur les 7 hectares de terrain qui s'étendent jusqu'à la mer. Le domaine comprend également de vastes annexes destinées au personnel qui s'élève à plus de 3 000 m2. 
Entre 1938 et 1949, le duc de Windsor et ex-roi Édouard VIII du Royaume-Uni et son épouse Wallis Simpson en sont les locataires. Le duc et la duchesse de Windsor tiennent de somptueuses réceptions au château.
En 1952, le château est acheté par le magnat grec de la construction navale Stavros Niarchos. Le domaine emploie alors 33 personnes à l'année. 
En 1970, un important incendie ravage le château et les arbres qui l'entourent. Il sera laissé à l'abandon pendant trois décennies avant de faire l'objet d'une rénovation de grande ampleur afin de le remettre dans son état initial.
En 2004, le château est acheté par le milliardaire et oligarque russe Roman Abramovitch pour 15 millions de dollars. Ce dernier entame des travaux exceptionnels entre 2008 et 2010 pour plus de 100 millions de dollars (le prix du château est estimé à 120 millions d'euros) en réaménageant entièrement l'intérieur du château ainsi que le parc qui est agrandi de près d'un hectare.
En octobre 2014, Roman Abramovitch fait entamer de nouveaux travaux (la seconde phase après la première phase entre 2008 et 2010) pour créer des bungalows-pavillons pour des invités ainsi qu'une nouvelle piscine écologique.

### Affaire du ponton illégal
En 2008, Roman Abramovitch lance un important chantier dans le but de faire construire un immense ponton sur le rivage de 40 mètres de long, pour pouvoir y accoster ses trois méga-yachts (le Pelorus (115 m), l'Ecstasea (86 m) et le Susurro (50 m)).
La Société Anonyme de construction, détenue par Roman Abramovitch, avait obtenu un permis de construire en bonne et due forme le 5 décembre 2008. Il envisageait de faire construire un ponton au large en mer, qui devait rejoindre celui existant sur le rivage, par une passerelle rétractable.
Le préfet des Alpes-Maritimes, Dominique Vian, refusera cette construction et le ponton ne verra jamais le jour, malgré la mise en place de fondations sous l'eau.

## Aménagements Intérieurs
Le château est composé de huit suites et autant de salles de bain, douze chambres, trois salons, deux salles à manger, une piscine de 15 mètres située sur la terrasse, un home-cinéma pour 20 personnes, un spa avec salles de massage, salles de fitness, jacuzzi, salles de sport et hammam. 
La surface totale intérieure du château est de 2 000 m2.
La suite du propriétaire se trouve au premier étage au niveau du balcon à colonnades donnant sur la mer Méditerranée. Elle fait 350 m2.

## Parc
Le château se situe au cœur d'un parc de presque huit hectares aménagé par le paysagiste Peter Wirtz, considéré comme l'un des maîtres en la matière. 
Ce parc se caractérise  par un « tapis vert », une longue pelouse anglaise partant du portail d'entrée et allant jusqu'au château. Ce « tapis vert » est orné de quatre « lentilles d'eau ». Des cercles sous forme de bassins de taille décroissante qui accentuent la perspective et reflètent les pins qui forment l'allée centrale. Le second détail est une piscine écologique de 400 m² alimentée par un petit canal en cascade.
On trouve également dans le parc un terrain de tennis.

## Pavillons des invités
À l'arrière du château, dans le parc, se trouvent trois pavillons (nommés respectivement la Provençale, la Louisiane et la Grange) qui sont exclusivement réservés aux invités du propriétaire. Ces pavillons sont accompagnés d'un petit jardin d’agrément réservé à la détente.
Chaque pavillon fait 150 m2 et comprend deux ou trois chambres, un salon, deux salles de bain, une salle à manger et une salle de détente-fitness.
Parmi les invités de Roman Abramovitch, on peut noter Roman Poutine (en), le neveu de Vladimir Poutine et Arkadi Abramovitch (en), le fils de Roman Abramovitch.

## Émission tournée au château
Le château de la Croë a servi lors du tournage de l'émission Secrets d'histoire de Stéphane Bern portant sur Wallis Simpson, intitulée Wallis : la sulfureuse duchesse de Windsor et diffusée le 6 septembre 2016 sur France 2,.

## Galerie
- Le château de la Croë vu du ciel
- Le château vu du ciel
- Le toit du château avec la piscine
- Le parc du château
- Vidéo aérienne par drone du château